# Desisława Bożiłowa
Desisława Wasilewa Bożiłowa (bułg. Десислава Василева Божилова) (ur. 16 października 1992 w Sliwenie) – międzynarodowa sędzia snookera stowarzyszenia World Snooker Tour pochodząca z Bułgarii.

## Życiorys
Bożiłowa urodziła się w mieście Sliwen w środkowej Bułgarii. Zanim zainteresowała się snookerem, grała w pool bilard.
Kilka lat później przeprowadziła się do Sofii. Tam studiowała architekturę krajobrazu na Uniwersytecie Leśniczym i w 2016 roku uzyskała tytuł magistra. W czasie studiów dołączyła do Bulgarian Snooker Referees Association, a w 2012 roku, zdała egzamin sędziowski.
Pierwszy mecz WST poprowadziła jeszcze w 2012 roku w turnieju Bulgarian Open. Pierwszy finał rankingowy poprowadziła w 2016 roku w Rydze (Riga Masters). W 2019 roku po raz pierwszy poprowadziła mecz w finałowej fazie Mistrzostw Świata WST w Crucible Theatre w Sheffield. W 2022 roku po raz pierwszy poprowadziła finałowy mecz turnieju tzw. „potrójnej korony” (Masters).
2 kwietnia 2025 World Snooker Tour ogłosiło, że Bożiłowa poprowadzi finał mistrzostw świata w Crucible Theatre. Jest drugą kobietą, po Michaeli Tabb, która sędziowała finał mistrzostw. Jest również pierwszą kobietą, która sędziowała finały wszystkich trzech wydarzeń Potrójnej Korony.